# 佐々木享
佐々木享（ささき すすむ、1932年5月31日 - 2015年5月14日）は、日本の職業教育学者。

## 略歴
東京出身。戦争中に長野県岡谷市に疎開。長野県諏訪清陵高等学校を経て、1956年東京都立大学 (1949-2011)工業化学科卒、1962年同歴史学科卒。高校技術科教師、専修大学経営学部助教授、1976年名古屋大学教育学部助教授を経て、教授。1995年定年退官、名誉教授、愛知大学短期大学部教授を務めた。技術科教育・職業教育が専門。

## 著書
- 『職場の化学 金属からプラスチックまで』産業教育センター 1965
- 『高校教育論』大月書店 1976
- 『高校教育の展開』大月書店 1979
- 『大学入試制度』 (科学全書) 大月書店 1984

### 共編著
- 『技術教育と災害問題』原正敏共著 国土社 1966
- 『技術科教育法』 (各科教育法双書) 原正敏共編 学文社 1972
- 『文部省著作家庭科教科書』全28巻 監修 大空社 1993
- 『日本の教育課題 第8巻 普通教育と職業教育』編 東京法令出版 1995
- 『技術教育・職業教育の諸相』編 大空社 1996

### 追悼文集
- 『人間いたるところ青山あり 技術・職業教育学者佐々木享先生追悼集』大空社 2016